# Канадський музей війни

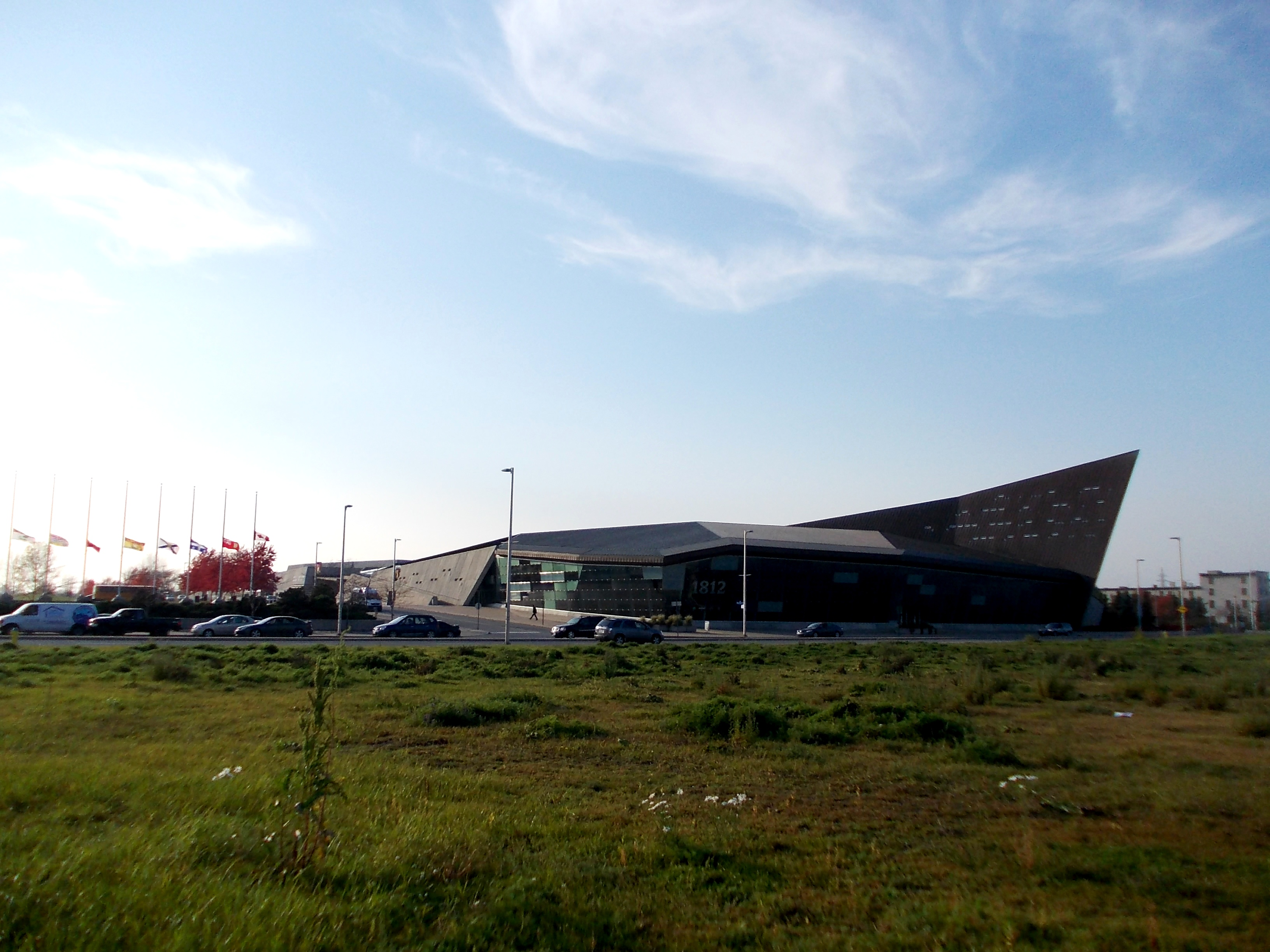
Канадський військовий музей

Канадський музей війни (англ. Canadian War Museum, фр. Musée canadien de la guerre) — національний музей в Оттаві, заснований 1880 року, присвячений військовій історії Канади від ранньої доби до сучасності. У будівлі музею також знаходяться військово-історичний дослідницький центр і бібліотека. Колекція музею має близько 500000 предметів.

## Історія

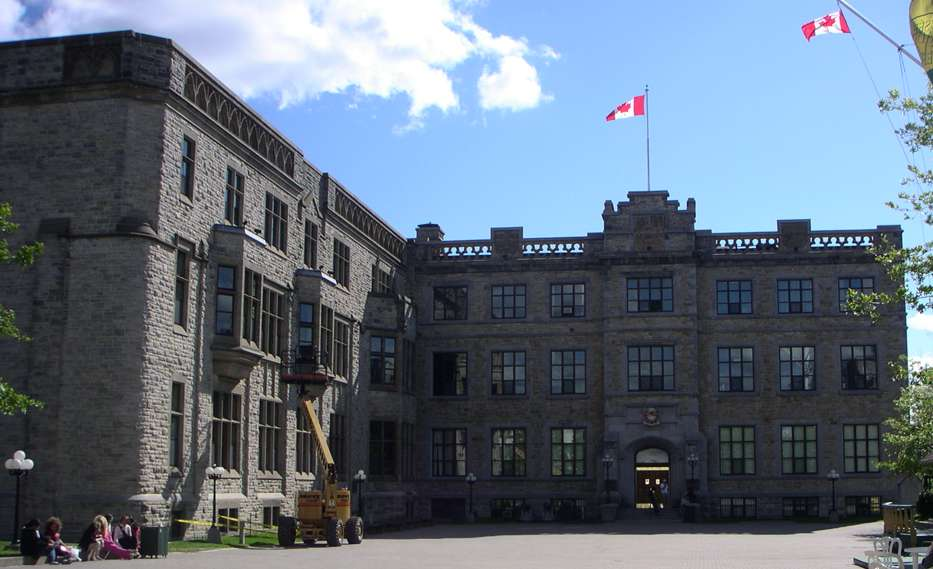
Колишній Канадський музей війни

Музей виник у 1880 р. як федеральна колекція військових артефактів уряду Канади, започаткована співробітниками міліції гарнізону Оттави. Офіційно відкрився у 1942 році. Спочатку музей знаходився в Дрілл-Холлі на площі Картьє, пізніше колекція переїхала до Державного Архіву Канади на вулицю Сассес-Драйв в Оттаві (нині Глобальний центр плюралізму). Сучасна будівля музею була відкрита 8 травня 2005 р. до 60-ти річчя закінчення Другої світової війни.

## Постійні експозиції, зали й інституції
Музей скадається з чотирьох постійних експозицій:
- Місце битви: війни на нашій землі, від найдавніших часів до 1885 року
- За корону і країну: Південно-Африканські війни і Перша світова війна, (1885—1931 рр.)
- У вогні: Друга світова війна (1931—1945 рр.)
- Світ: Холодна війна, Миротворчі операції і останні конфлікти, від 1945 року донині

У музеї також представлені наступні зали і галереї :
- Зала Королівського Канадського Легіону
- Галерея Лебретон
- Зала духовного відродження
- Зала Пам'ятників
- Колекція військового мистецтва
- «Центр Військової Історії».

### Місце битви: Війни на нашій землі, від найранніх часів до 1885 р.

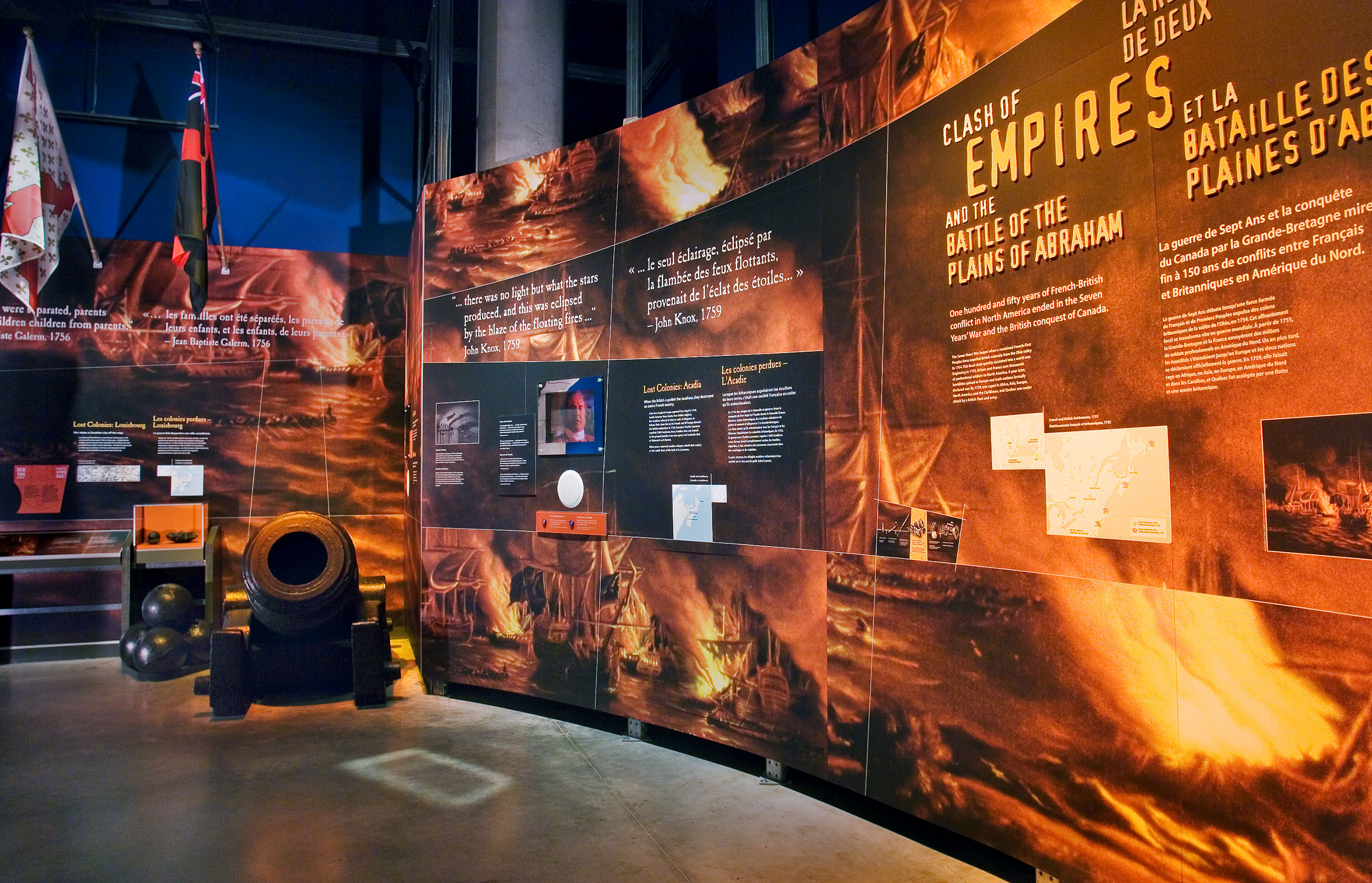
Зала 2. Місце битви: війни на нашій землі, від найранніх часів до 1885 р.

Експозиція включає війни між групами корінними американськими народами і війни європейських колоністів проти корінних американських народів.
Імперіалістичне суперництво в ранній історії Північної Америки, в том числі Семирічна війна,
Американська революція, Англо-американська війна 1812-1815 років, в східній Канаді Повстання в колонії Ред-Рівер в 1870 р. і пізніше Повстання на Північно-західних територіях у 1885 р.

### За корону і країну: Південно-Африканські Війни іПерша Світова Війна(1885—1931 рр.)
Канадські сили розгорталися за кордоном у 1899 р. і знову в 1914 р., коли брали участь у війнах у складі Британської імперії. Експозиція включає Південно-Африканські війни, Першу світову війну і закінчується Вестмінстерським статутом 1931 р. (англ. Statute of Westminster), що встановив правове становище домініонів та їхні взаємини з Великою Британією. Першим британським домініоном була Канада. В принципі домініони мали повну свободу вирішувати свої власні справи у всіх областях, за винятком оборони і зовнішньої політики.
Експозиція включає війну на Східному Фронті в Франції і Бельгії в 1915-1918 рр., де розлогі східні рівнини і обмежена мережа залізниць запобігли безвихідному стану ведення траншейної війни.
Періодичні виставки присвячені різним етапам військової історії Канади:
- Битва на Соммі (з 1 липня по 18 листопада 1916 р.)
- Битва при Вімі-Рідж (з 9 до 12-й квітня 1917 р.)
- Битва при Пашендейль (з 11 липня до 10 листопада 1917 р.)

### Викувані у вогні:Друга світова війна(1931—1945 рр.)

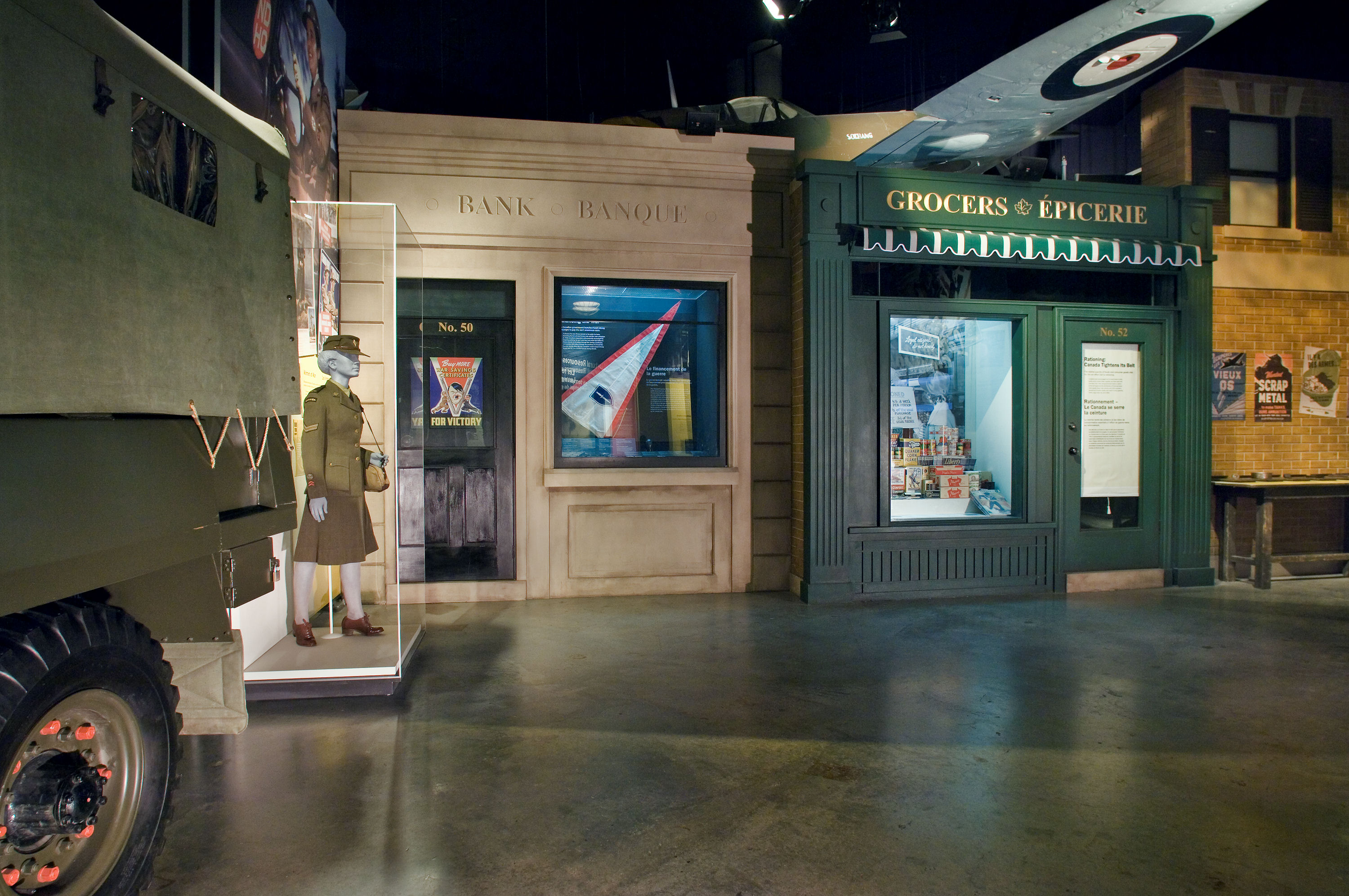
Зала 3. Викувані у вогні: Друга світова війна (1931-1945 рр.)

Експозиція документує зростання агресивної диктатури в Німеччині, Італії та Японії у 1930-х роках та ролі Канади у Другій світовій війні. Цікавим є представлений в експозиції сумнозвісний лімузин Мерседес-Бенц, який використовував Адольф Гітлер у нацистських мітингах.

### Насильницький Мир:Холодна війна,Миротворчі операціїі останні конфлікти з 1945 р. й донині

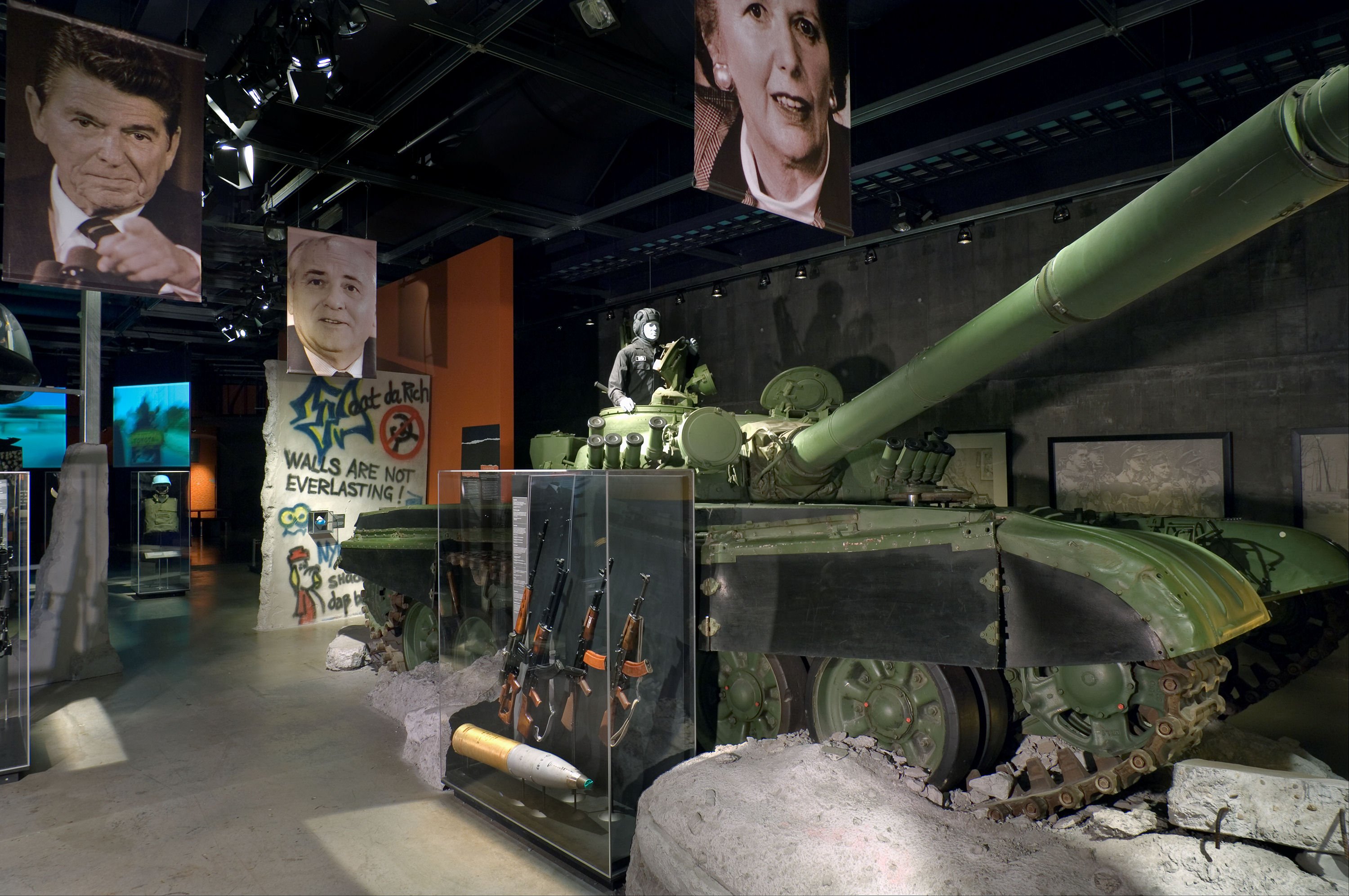
Зала 4. Насильницький мир: Холодна війна, підтримка миру і недавні конфлікти, з 1945 і донині

Експозиція включає історію Холодної війни, шпигунство, домашню безпеку, правду людей і масову культуру та документує участь Канади у:
- НАТО
- НОРАД
- ООН
- Корейській війні 1950—1953 років.
- Війні в Перській затоці у 1990—1991 роках.
- Косовській війні 1998—1999 років.
- Війні в Афганістані (з 2001 р.).

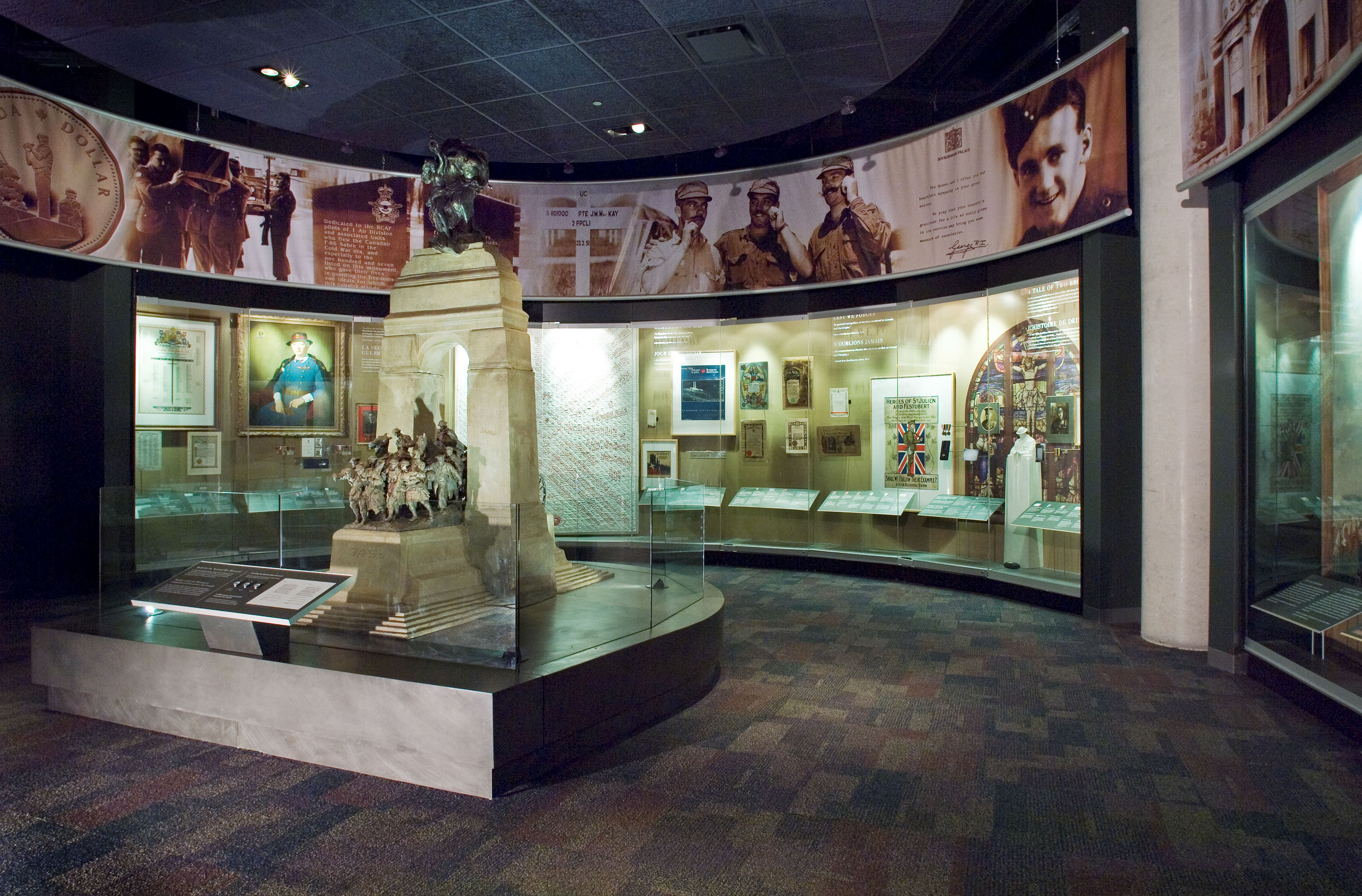
Зала Королівського Канадського Легіону
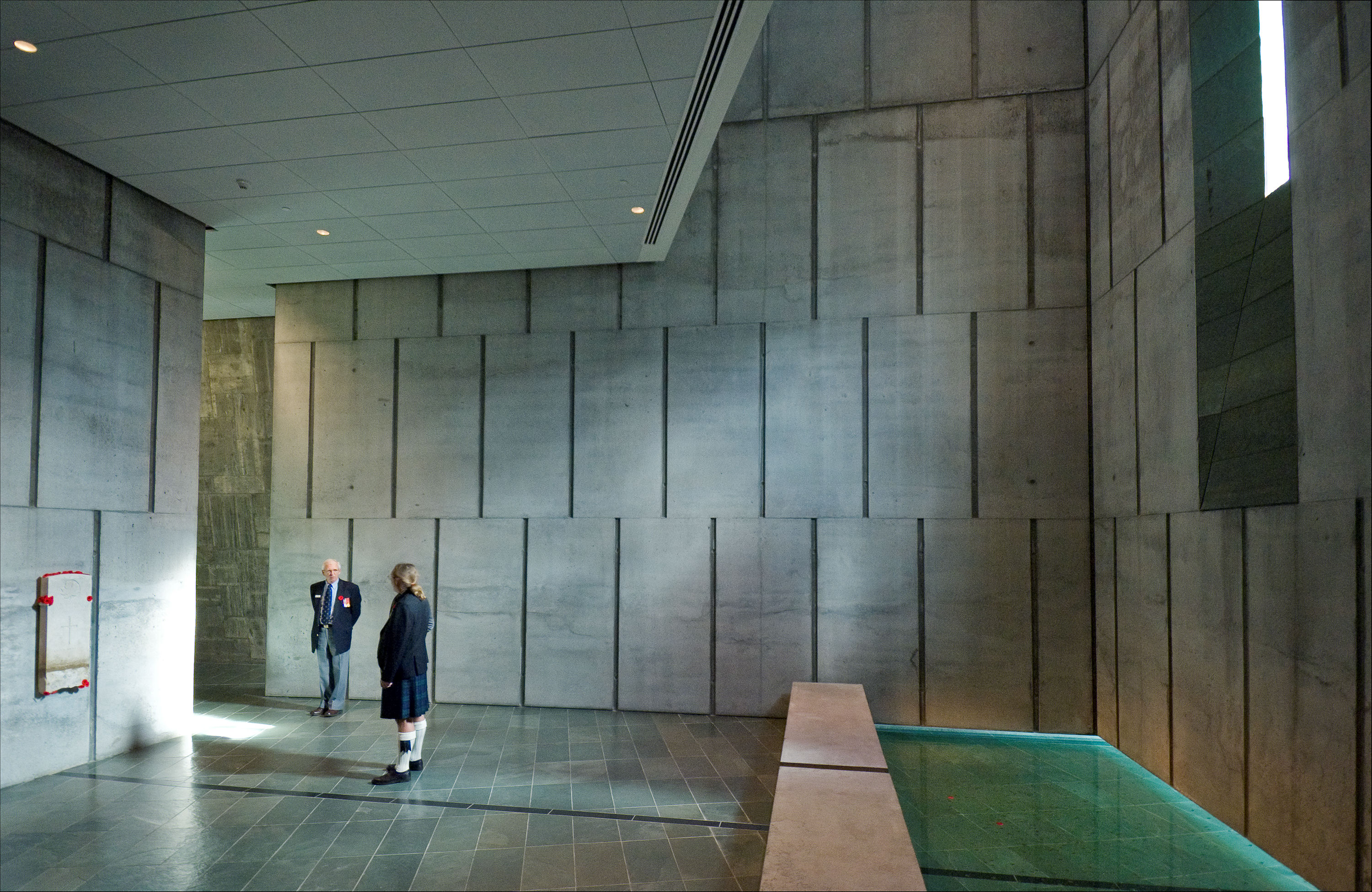
Зала Пам'ятників